# Timonius pulgarensis
Timonius pulgarensis är en måreväxtart som beskrevs av Adolph Daniel Edward Elmer. Timonius pulgarensis ingår i släktet Timonius och familjen måreväxter. Inga underarter finns listade i Catalogue of Life.